# Tehaapapa I
Tehaapapa I, eller Tehaʻapapa Fatu'araʻi Teri'i-tariʻa Te-i'oa-tua-vahine, född 1735, död 1790, var regerande drottning över ön Huahine i Söderhavet från 1760 till 1790. Hon är känd som öns regent vid den tidpunkt ön besöktes av kapten James Cook 1769. 
Tehaapapa I blev öns drottning cirka år 1760. Nio år senare nåddes ön av Cooks expedition. Hon var gift med två män samtidigt, bröderna Rohianuʻu och Mato Teriʻi-te Po Areʻi, som var hövdingar av Raiatea. Hon fick åtminstone två barn: dottern Tura'iari'i Ehevahine, som gifte sig med kungen av Raiatea, och sonen Teriʻitaria I, som blev hennes tronarvinge och efterträdare. Sonens far anges ha varit hennes make Mato. Tehaapapa I avled vid cirka 55 års ålder 1790 och efterträddes av sin son. Hennes dynasti styrde på ön till 1903.  